# Baby, 途方に暮れてるのさ
「Baby, 途方に暮れてるのさ」（ベイビー とほうにくれてるのさ）は、THE STREET SLIDERS通算11枚目のシングル。1988年1月21日にEPIC/SONY RECORDSから発売された。

## 解説
「Baby, 途方に暮れてるのさ」は、アルバム『BAD INFLUENCE』からのシングルカット。ドラムスの鈴木将雄（ZUZU）がレゲエが好きで土屋公平（蘭丸）と共に以前からよく聴いていたこともあり、ブラック・ウフルからインスパイアされたと考えられている。「バンドでたまにセッションしてたの、レゲエは。で、今回実際にやろうという考えはなかったから、この曲も最初は違うリズムでやっていたわけ。でもこの曲だったら、レゲエのリズムでいけるんじゃないかなと思って。で、やったみたら皆んながすごくすんなり入ってきた。曲のまとまりも早かった。細かいところもアレンジしていったら、スライダーズ流の音になったから、やろうと」（鈴木将雄（ZUZU））。前作『天使たち』までは、村越弘明（HARRY）のロックン・ロール、市川洋二（JAMES）のブギ、土屋のファンク等がレパートリーに取り入れられてきたが、『BAD INFLUENCE』からレゲエが加わったことにより、バンドのサウンドは更に多様化した。
本曲が発売された1988年当時の日本はレゲエやヒップホップの音楽がまだ盛り上がる前で、国内でレゲエのリズムの曲をシングルカットするケースは稀であった。
C/Wはアルバム『天使たち』収録曲のライブ・ヴァージョン。オリジナル・アルバム未収録で、2018年にデビュー35周年を記念して制作されたCD4枚組のシングル全曲集『THE SingleS』に表題曲とともに収録、CD化された。

## 収録曲

### SIDE A
1. Baby, 途方に暮れてるのさ
  - Words & Music by Hiro Murakoshi
  - Arranged by The Street Sliders, Jeremy Green

### SIDE B
1. Back To Back (Live Version)
  - Words by Joy-Pops, Music by Hiro Murakoshi
  - Arranged by The Street Sliders